# 탁영준
탁영준은 대한민국 SM엔터테인먼트의 대표이사 및 기업인이다.  

## 생애
2001년 SM엔터테인먼트에 입사한 그는 2015년 SM엔터테인먼트 가수매니지먼트 본부장, 2016년 LABEL SJ 프로듀서를 거쳐 2020년 공동대표이사(COO) 자리에 올랐으며,  SM과 한류 그리고 K팝을 현장에서 지켜보고 SM의 CT를 발전시키기 위해 노력해왔다. 탁영준 대표는 신화를 시작으로 슈퍼주니어, 소녀시대, 샤이니, EXO, 레드벨벳, NCT, 에스파, 라이즈, 하츠투하츠 등 SM을 대표하는 아티스트를 이끌며 이들을 신인에서 글로벌 스타로 성장할 수 있도록 매니지먼트를 해온 주역이다.

## 수상 내역
- 2019년 - 행정안전부장관 표창
- 2020년 - 국민공감캠페인 '지속가능경영 동반성장 부문' 수상
- 2020년 - '20202 국가브랜드 대상' '문화 기업 부문 대상' 수상
- 2022년 - 빌보드 인터내셔널 파워 플레이어스 선정
- 2024년 코리아 그랜드 뮤직 어워즈 베스트 프로듀서상
- 2025년 billboard Global Power Players
- 2025년 Billboard Indie Power Players

## 경력
- 2001년 - SM엔터테인먼트 입사
- 2015년 - SM엔터테인먼트 가수매니지먼트본부 본부장
- 2016년 - SM엔터테인먼트 LABEL SJ 프로듀서
- 2020년 - SM엔터테인먼트 공동대표이사(CMO)
- 2021년 - 외교부 문화외교자문위원
- 2021년 - SM엔터테인먼트 공동대표이사(COO)
- 2022년 - SM라이프디자인그룹 공동대표이사(CMO)
- 2023년 - SM엔터테인먼트 COO
- 2024년 - SM엔터테인먼트 대표이사

## 업적

#### 유닛 시스템 최초 도입
탁영준 대표는 그룹 활동뿐만 아니라 각 멤버들의 특성과 장점을 살린 다채로운 활동을 할 수 있도록 세밀한 매지니먼트를 기획했던 주인공으로 ‘유닛 시스템’을 도입, 슈퍼주니어가 한 음악 프로그램에 출연해 멤버의 특기에 따라 유닛 구성 무대를 펼치는 아이디어를 냈다. 이를 바탕으로 ‘팀 안에 팀’을 운영하는 형태를 더 발전시키고자 했고, 이에 슈퍼주니어는 발라드 유닛 ‘슈퍼주니어 K.R.Y’, 트로트 유닛 ‘슈퍼주니어T’ 등 각기 다른 색을 지닌 유닛으로 활동했다. 이는 최초의 사례로 슈퍼주니어의 유닛 시스템이 대성공을 거두면서, 이후 한국 가요계에 유닛 시스템이 정착되었다. 

#### K팝 퍼포먼스와 SMP 발전 주도[1]
탁영준 대표는 K팝의 핵심 파트이자 강점인 댄스 퍼포먼스 부분의 발전도 주도했는데, 보아의 미국 진출 당시, 전 세계 퍼포머와 안무가를 다각도로 조사해, 미샤 가브리엘(Misha Gabriel), 플라이 스타일즈(FLII STLYZ) 등 해외 안무가와의 협업을 통해 데뷔곡 ‘잇 유 업’(Eat You Up)의 퍼포먼스를 탄생시켰다. 이를 시작으로 그 동안 수 백명의 해외 유명 안무가를 리스트업해 슈퍼주니어의 ‘쏘리, 쏘리’(Sorry, Sorry), EXO의 ‘으르렁’은 닉 베스(Nick Bass), 샤이니의 ‘셜록’(Sherlock), ‘에브리바디’(Everybody), EXO의 ‘늑대와 미녀’는 토니 테스타(Tony Test) 등과 협업을 이끌어 냈다. 
또한 탁영준 대표는 SM 자체 퍼포먼스 콘텐츠를 프로듀싱, SM만의 특징을 가진 무대를 방송국에 제안하고 협업하면서 TV에서 구현될 수 있는 스테이지 퍼포먼스 콘텐츠를 한단계 향상시켰다. 탁영준 대표는 SM만의 CT를 바탕으로 ‘SMP’(SM Music Performance: SM이 만든 음악 장르로 역동적인 댄스가 특징)의 발전에 이바지했으며, 아티스트 매니지먼트의 세밀화와 체계화를 통해, 글로벌 스타로서의 성장을 이끌고 있다. 

'SM 3.0’의 핵심 프로젝트 ‘멀티 프로덕션’ 도입
‘SM 3.0’의 핵심 프로젝트인 ‘멀티 프로덕션’과 ‘멀티 레이블’은 기존의 중앙집중형 제작 시스템에서 벗어나 다양한 제작 주체들이 독립적으로 콘텐츠를 제작할 수 있도록 한 전략으로, 탁영준 대표는 이 같은 전략을 통해 콘텐츠 제작의 다양성 확보, IP 수익 모델 다변화, 글로벌 시장 확대 기반 강화 등의 성과를 이끌어냈으며, 회사의 구조적 혁신과 아티스트 성과를 동시에 달성하 리더십으로 업계의 주목을 받고 있다. 
특히 에스파는 미니 3집 ‘MY WORLD’로 역대 걸그룹 초동 1위 기록과 더불어, ‘슈퍼노바’•’아마겟돈’•’위플래시’ 등 연이은 메가 히트곡으로 각종 시상식 대상을 휩쓸었으며, 라이즈의 경우 ‘SM 3.0’ 체제 이후 첫 데뷔 그룹으로 ‘이모셔널 팝’이라는 독자적인 장르를 통해 밀리언셀러 기록과 멜론 연간차트 진입 등 대중성과 음악성을 동시에 확보했다.
또한 2024년 데뷔한 NCT WISH는 데뷔년도 연말 시상식에서 ‘신인상’을 석권한데 이어, 데뷔 1년만에 미니 2집 ‘poppop’으로 밀리언셀러를 기록, SM의 글로벌 지역 확장 전략을 실현한 사례로 평가받고 있으며, 에스파 이후 약 5년만에 데뷔한 걸그룹 하츠투하츠는 몽환적이고 신비로운 콘셉트를 바탕으로 기존 SM걸그룹과는 차별화된 정체성을 구축, 데뷔 싱글로 역대 걸그룹 초동 1위를 차지하며 성공적인 시장 반응을 보이고 있다.

## 가족 관계
- 어머니: 김희경 ( ~ 2022년 5월 25일)
- 형제동생: 탁은정